# Frea jaguarita
Frea jaguarita là một loài bọ cánh cứng trong họ Cerambycidae.